# Hymenaster porosissimus
Hymenaster porosissimus är en sjöstjärneart som beskrevs av Percy Sladen 1882. Hymenaster porosissimus ingår i släktet Hymenaster och familjen knubbsjöstjärnor. Inga underarter finns listade i Catalogue of Life.